# Lycosa leuckarti
Lycosa leuckarti este o specie de păianjeni din genul Lycosa, familia Lycosidae. A fost descrisă pentru prima dată de Thorell, 1870. Conform Catalogue of Life specia Lycosa leuckarti nu are subspecii cunoscute.